# Indywidualne Mistrzostwa Szwecji na Żużlu 2009
Indywidualne Mistrzostwa Szwecji na Żużlu 2009 – cykl turniejów żużlowych, mających wyłonić najlepszych żużlowców szwedzkich. Tytuł wywalczył Andreas Jonsson (Dackarna Målilla).

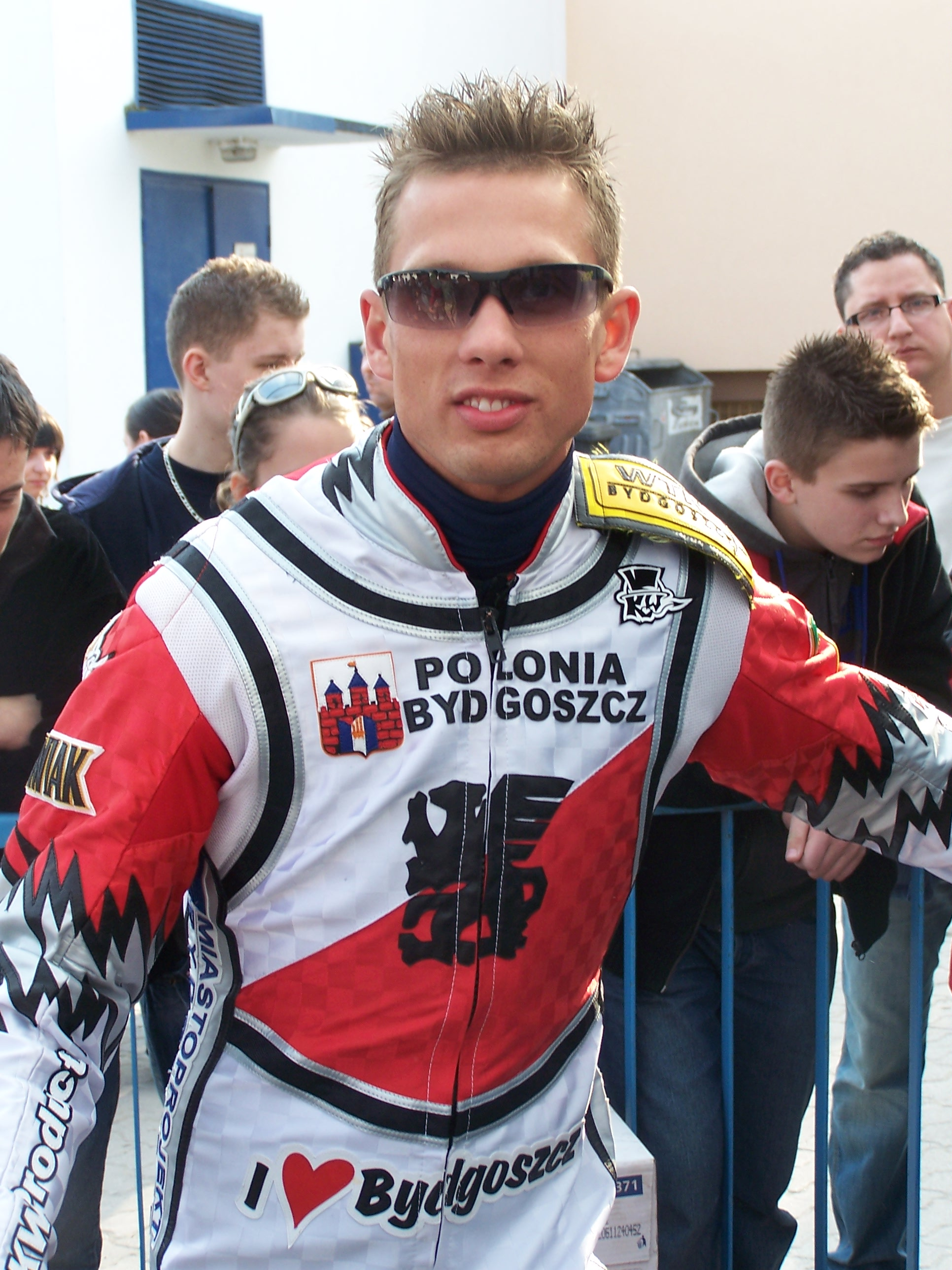
Andreas Jonsson – mistrz Szwecji 2009

## Finał
- Målilla, 25 lipca 2009

| Msc. | Zawodnik              | Klub                   | Pkt     |             |  |
| ---- | --------------------- | ---------------------- | ------- | ----------- |  |
| 1    | Andreas Jonsson       | Dackarna Målilla       | 13 +3   | (3,3,1,3,3) |  |
| 2    | Fredrik Lindgren      | Dackarna Målilla       | 10 +3+2 | (3,d,2,3,2) |  |
| 3    | Tomas H. Jonasson     | VMS Elit Vetlanda      | 12 +1   | (2,3,3,1,3) |  |
| 4    | Peter Karlsson        | Dackarna Målilla       | 11 +0   | (3,1,3,2,2) |  |
| 5    | Jonas Davidsson       | Piraterna Motala       | 10 +1   | (1,1,2,3,3) |  |
| 6    | David Ruud            | Lejonen Gislaved       | 10 +0   | (2,3,2,2,1) |  |
| 7    | Mikael Max            | Smederna Eskilstuna    | 8 +2    | (1,1,1,2,3) |  |
| 8    | Magnus Zetterström    | Smederna Eskilstuna    | 7       | (1,3,2,0,1) |  |
| 9    | Daniel Nermark        | Piraterna Motala       | 7       | (2,2,0,1,2) |  |
| 10   | Ludvig Lindgren       | Dackarna Målilla       | 6       | (0,2,3,1,0) |  |
| 11   | Antonio Lindbäck      | Piraterna Motala       | 6       | (3,2,1,0,d) |  |
| 12   | Eric Andersson        | Masarna Avesta         | 6       | (1,2,0,2,1) |  |
| 13   | Freddie Eriksson      | Getingarna Sztokholm   | 5       | (0,0,0,3,2) |  |
| 14   | Henrik Gustafsson     | Rospiggarna Hallstavik | 5       | (2,0,1,1,1) |  |
| 15   | Peter Ljung           | VMS Elit Vetlanda      | 4       | (d,1,3,0,d) |  |
| 16   | Daniel Davidsson      | Valsarna Hagfors       | 0       | (0,0,0,0,0) |  |
|      | rez. Niklas Klingberg | Vargarna Norrköping    | ns      |             |  |
|      | rez. Anton Rosen      | Masarna Avesta         | ns      |             |  |

Bieg po biegu
1. F.Lindgren, Nermark, Andersson, D.Davidsson
2. Jonsson, Jonasson, J.Davidsson, Eriksson
3. Lindbäck, Ruud, Zetterström, Ljung (d)
4. Karlsson, Gustafsson, Max, L.Lindgren
5. Jonasson, L.Lindgren, Ljung, D.Davidsson
6. Zetterström, Andersson, J.Davidsson, Gustafsson
7. Jonsson, Lindbäck, Max, F.Lindgren (d)
8. Ruud, Nermark, Karlsson, Eriksson
9. Karlsson, J.Davidsson.Lindbäck, D.Davidsson
10. Jonasson, Ruud, Max, Andersson
11. Ljung.F.Lindgren, Gustafsson, Eriksson
12. L.Lindgren, Zetterström, Jonsson, Nermark
13. Jonsson, Ruud, Gustafsson, D.Davidsson
14. Eriksson, Andersson, L.Lindgren, Lindbäck
15. F.Lindgren, Karlsson, Jonasson, Zetterström
16. J.Davidsson, Max, Nermark, Ljung
17. Max, Eriksson, Zetterström, D.Davidsson
18. Jonsson, Karlsson, Andersson, Ljung (d)
19. J.Davidsson, F.Lindgren, Ruud, L.Lindgren
20. Jonasson, Nermark, Gustafsson, Lindbäck (d)
21. Baraż o jedno miejsce w finale (zawodnicy z miejsc 4-7): F.Lindgren, Max, J.Davidsson, Ruud
22. Finał: Jonsson, F.Lindgren, Jonasson, Karlsson